# Torselett

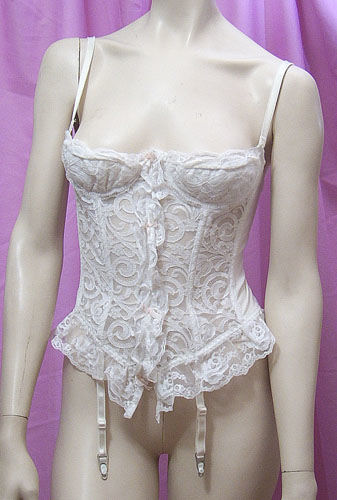
Torselett mit Strumpfhaltern

Ein Torselett (auch Torselet oder Torselette) ist ein Kleidungsstück der weiblichen Unterwäsche. Im Unterschied zur Corsage, die von den Brüsten bis zur Taille reicht, erstreckt sich das Torselett bis zur Hüfte, umhüllt also den weiblichen Torso. Es besitzt in der Regel keine Schnürung wie das Korsett. Durch eingenähte Stäbchen wird die weibliche Brust und Taille gestützt und geformt. Es gibt Ausführungen mit sowie ohne Schulterträger. Die meisten Torseletts sind mit – oft abnehmbaren – Strumpfhaltern ausgestattet. Häufig ist eine schmucke Gestaltung mit Stoffen wie Spitze oder Satin in verschiedenen Farben.